# 봉평중학교
봉평중학교(蓬坪中學校)는 대한민국 강원특별자치도 평창군 봉평면 창동리에 있는 공립 중학교이다.

## 학교 연혁
- 1954년 5월 10일 : 봉평중학교 설립 인가(3학급) 봉평고등공민학교 학생 인수
- 1954년 7월 22일 : 초대 유장렬 교장 부임, 개교식 거행
- 1955년 3월 12일 : 제1회 졸업식
- 1980년 11월 26일 : 봉평고등학교 설립인가(6학급)
- 1981년 5월 1일 : 봉평고등학교 개교식
- 1999년 9월 1일 : 급식소 준공
- 2000년 11월 15일 : 다목적실(철쭉관) 준공
- 2010년 2월 8일 : 신축교사 이전
- 2025년 1월 3일 : 제71회 41명 졸업, 누적 졸업생 수 5,898명
- 2025년 3월 1일 : 제33대 양길현 교장 부임
- 2025년 3월 4일 : 제74회 입학(39명)

## 참고 자료
- 봉평중학교 - 한국교육학술정보원 학교알리미